# Hemioplisis byblusaria
Hemioplisis byblusaria là một loài bướm đêm trong họ Geometridae.